# Parafia Opatrzności Bożej w Stalowej Woli
Parafia pw. Opatrzności Bożej w Stalowej Woli  parafia rzymskokatolicka znajdująca się w diecezji sandomierskiej w dekanacie Stalowa Wola. Parafia erygowana w 1986 z parafii: św. Floriana, Matki Bożej Królowej Polski i Zwiastowania Pańskiego. Mieści się przy ulicy Poniatowskiego.
Pierwszym proboszczem parafii był ksiądz kanonik Jerzy Warchoł, który pełnił ten urząd do dnia swojej śmierci 18 grudnia 2012 roku. Wobec choroby, a następnie śmierci proboszcza obowiązki administratora pełnił ksiądz Krzysztof Sibiga. Drugim proboszczem w dniu 1 stycznia 2013 roku mianowany został ksiądz kanonik doktor Krzysztof Kida.